# Sibilla Aleramo
Sibilla Aleramo,  seudónimo de Marta Felicina Faccio conocida como "Rina" (Alessandria, 14 de agosto de 1876 - Roma, 13 de enero de 1960) fue una escritora, periodista y feminista italiana conocida por sus representaciones literarias de tinte autobiográfico sobre la vida como mujer a finales del siglo XIX en Italia.

## Biografía
Sibilla Aleramo, seudónimo de Marta Felicina Faccio, llamada Rina, nació en Alessandria, Piamonte. A los 11 años se mudó con su familia de Milán a la región de Marche en Italia, donde su padre había sido designado como gerente de una fábrica de vidrio.  Incapaz de continuar su educación más allá de la primaria en Civitanova Marche, continuó estudiando por su cuenta y le pidió recomendaciones de lectura a su exmaestra. Además de estudiar por su cuenta, en estos años trabajó como contable en la fábrica donde trabajaba su padre.  
El periodo de su adolescencia fue muy difícil: en septiembre de 1890 su madre, que ya sufría depresiones, intentó matarse tirándose por el balcón de su casa. Después de unos años muy difíciles la mujer fue ingresada en un manicomio en Macerata donde murió en 1917.  
En febrero de 1892, a los 15 años, Aleramo fue violada por un empleado de la fábrica de vidrio donde trabajaba, Ulderico Pierangeli. El año siguiente tuvo que casarse con este hombre, siguiendo la tradición que seguía vigente en Italia en esta época, la del así llamado ‘matrimonio riparatore’ ley que amparaba a agresores sexuales y prescribía el delito al comprometerse a casarse con la víctima. 
Un año y medio después, a los 17 años, tuvo su primer y único hijo, Walter.

## El comienzo de su producción literaria
Entre los años 1892 y 1894 empezó a escribir para algunos periódicos locales, utilizando los seudónimos de Nira o Reseda. Desde el año 1897 Aleramo empezó a escribir también para otros periódicos italianos como Gazzetta letteraria, L’Indipendente, la revista feminista Vita moderna y el periódico de ideas socialistas Vita internazionale. En estos mismos años empezó también su correspondencia epistolar con Giorgina Janet Craufurd, mujer comprometida en el feminismo, y con Aurelio Saffi. 
En este periodo Aleramo se entregó a la causa feminista y tomó parte en manifestaciones organizadas para defender el derecho al voto para las mujeres y luchó también contra la prostitución.  
En 1899 se mudó a Milán con su familia y allí fue nombrada directora de la revista socialista L’Italia femminile y entró en contacto con el ambiente socialista milanés.
En junio de 1901 Aleramo escribió Il nucleo generatore di una donna, un texto donde reflexionaba sobre la maternidad. 
En febrero de 1902 Aleramo decidió dejar su familia por considerar que vivía en una condición de opresión y se mudó a Roma. 
Después de su traslado a Roma empezó una batalla legal para separarse de su marido y para obtener la custodia de su hijo, pero no lo consiguió y algunos años después le impidieron incluso tener correspondencia epistolar con su hijo. 
En Roma Aleramo tuvo una relación con Giovanni Cena, escritor y periodista, que la convenció de convertir su historia en una novela autobiográfica y de usar el seudónimo de Sibilla Aleramo. El 3 de noviembre de 1906 se publicó su libro, Una donna, una obra autobiográfica en la que Aleramo relató su vida hasta aquel momento, habló también en este libro de la violación que sufrió a los 15 años. Todo esto resultó algo revolucionario para su época.
Cuando Aleramo decidió escribir una obra autobiográfica su propósito no era que todos conocieran su vida, sino, más bien permitir a otras mujeres verse reflejadas en su historia para ser capaces de revelarse. Por esta razón, en el libro además de contar su vida, Aleramo denunció las condiciones de las mujeres y reivindicó la paridad entre ambos sexos, sin nombrar nunca a personas reales, de hecho ella se limitó a llamar a los personajes de la novela con el nombre del papel que ocupaban (madre, marido, hijo etc.).  
El libro enseguida tuvo mucho éxito y se tradujo a muchas lenguas. Aleramo continuó su lucha dentro del movimiento feminista y luchó para la institución de escuelas nocturnas femeninas y de escuelas nocturnas para campesinos y campesinas del Agro Romano, el campo pobre alrededor de Roma.
En 1908, mientras aún estaba involucrada con Cena, conoció a Cordula "Lina" Poletti en un congreso de mujeres, y relató su relación lésbica de un año en la novela Il Passaggio (1919), un libro en el que Aleramo regresó a la historia contada en Una donna . En ella, explicó que Giovanni Cena originalmente la había convencido para que cambiara un poco su historia, y le ofreció una versión diferente de algunos eventos, en particular el final. 
Sibilla Aleramo sería una de las feministas más importantes de Italia.  Sus cartas a Poletti se han estudiado recientemente debido a su apertura respecto a las relaciones homosexuales, al igual que su producción en general. El primer libro de Aleramo, Una donna, ya se considera un clásico de la literatura italiana, y la primera novela abiertamente feminista escrita por una autora italiana.  
A lo largo del siglo XX, a Aleramo se la recordó principalmente por sus relaciones amorosas, sin embargo, la vida de Aleramo es significativa por su deslumbrante trayectoria como mujer y artista independiente que atravesó épocas muy diferentes (la Italia liberal, el fascismo, la posguerra y la República Italiana) manteniendo siempre una postura cultural y política.  En 1925 apoyó el Manifiesto de los intelectuales antifascistas.  Más tarde, Aleramo recorrió el continente y fue un miembro activo de la política comunista después de la Segunda Guerra Mundial.  En 1948 participó en el Congreso Mundial de Intelectuales en Defensa de la Paz en Wroclaw.
Aleramo decía que había  vivido tres vidas.  Su 'primera vida', como madre y esposa, se describe en su novela Una Donna.  Durante su 'segunda vida', se ofreció como voluntaria en un refugio para pobres en Roma dirigido por la Unione Femminile y participó activamente en organizaciones feministas.  Su 'tercera vida' se basó en 30 años escribiendo las experiencias de su biografía en su obra.

## Aleramo y la política: una relación controvertida
Después de un primer momento de oposición al régimen fascista, en 1929, al vivir en una condición miserable, solicitó un encuentro con Benito Mussolini y le pidió ser nombrada miembro de la Accademia d’Italia lo que le permitiría tener un subsidio económico. A partir de este momento empezó a escribir reseñas positivas sobre el fascismo, obteniendo así más dinero y también protección por parte del gobierno. En 1933 se inscribió en la ‘Associazione nazionale fascista donne artiste e laureate’. 
En 1943 se alejó del Partido fascista y en 1946 se inscribió al Partido comunista.
Aleramo, por su compromiso con el feminismo y por lo escrito en Una donna, se había opuesto a la concepción machista de su época y había luchado por la paridad entre sexos, además había definido inmoral el hecho de sacrificar su propia individualidad como ser humano para dedicarse completamente a los hijos. Estas ideas se contraponían totalmente a las ideas fascistas que consideraban a las mujeres antes como madres, y después como esposas o viudas. A pesar de todo esto su obra Una donna tuvo mucho éxito durante el fascismo y se publicaron nuevas ediciones.

## Obras
- Una donna (Una mujer, 1906)
- Il passaggio (El pasaje, 1919)
- Andando e stando (Ir y quedarse, 1921)
- Momenti (Momentos, 1921)
- Trasfigurazione (Transfiguración, 1922)
- Endimione (Endimión, 1923)
- Amo dunque sono (1927) [cartas de amor]
- Poesie (Poemas, 1929)
- Gioie d'occasione (Placeres ocasionales, 1930)
- Il frustino (El látigo, 1932)
- Sì alla terra (Sí a la tierra, 1934)
- Orsa minore (Osa menor, 1938)
- Diario e lettere: dal mio diario (Diario y cartas: de mi diario, 1945)
- Selva d'amore (Desierto de amor, 1947)
- Aiutatemi a dire (Ayúdame a decir, 1951)
- Gioie d'occasione e altre ancora (Más placeres ocasionales, 1954)
- Luci della mia sera (Luces de mi tarde, 1956)
- Lettere (Cartas, 1958)